# Alexander Gauland

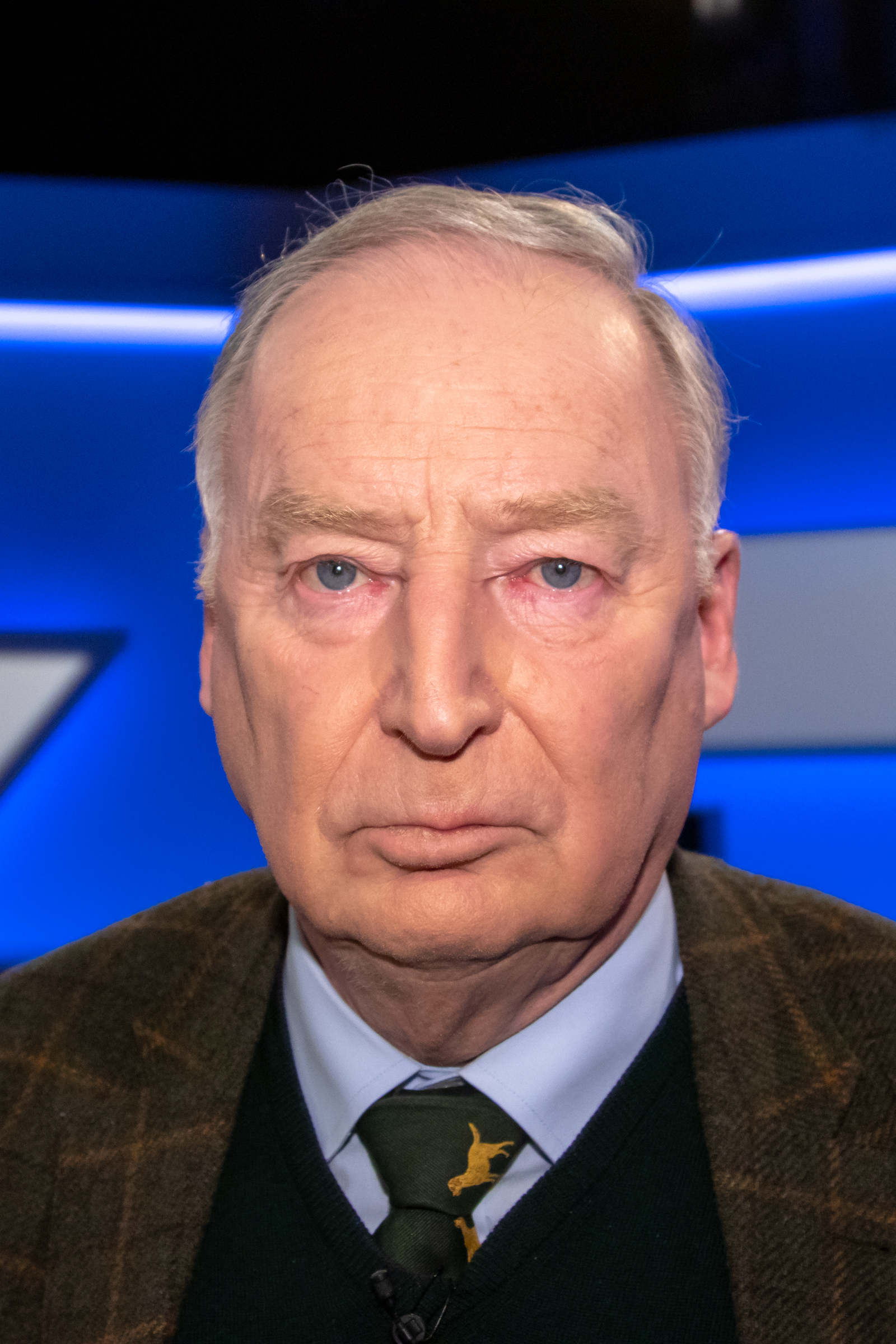
Alexander Gauland (2019)

Eberhardt Alexander Gauland (nacido el 20 de febrero de 1941 en Chemnitz) es un abogado, publicista y político alemán del partido Alternativa para Alemania (AfD).

## Vida personal
La compañera de vida de Gauland, Carola Hein, es editora de un periódico local, el Märkische Allgemeine, que había editado previamente.
A la edad de 26 años, Gauland sufría de depresión. También sufrió un ataque cardíaco en 2007, y desde entonces ha estado tomando medicamentos para reducir su presión arterial.

## Biografía
En 1959, luego de terminar su Abitur, escapó de la República Democrática Alemana hacia Berlín Occidental, formando parte de la disidencia conocida como Republikflucht. Gauland fue miembro de la Unión Demócrata Cristiana (CDU) entre 1973 y 2013. Durante su carrera partidaria trabajó en el Ayuntamiento de Frankfurt del Main y en el Ministerio Federal de Medio Ambiente. Fue jefe de la Cancillería Estatal de Hesse entre 1987 y 1991 bajo la gestión del Ministro-Presidente Walter Wallmann, quien fue su mentor. Después de la caída del Muro de Berlín, se convirtió en editor del diario "Märkische Allgemeine", con circulación en Potsdam, y publicó numerosos artículos.
Partidario de una línea socialmente conservadora y económicamente liberal, cofundó el movimiento "Alternativa Electoral 2013" para oponerse a la idea de un plan de ayuda a Grecia, sumida entonces en la crisis económica. El movimiento pronto se convirtió en la AfD. En el contexto de la crisis migratoria europea, pide el cierre de las fronteras de Alemania y de la Unión Europea, dirigido especialmente a los musulmanes. Fue el presidente de AfD en el Estado federado de Brandeburgo, y después de las elecciones estatales de Brandeburgo de 2014, donde fue cabeza de lista, fue elegido miembro del Parlamento Regional de Brandeburgo. Junto con Alice Weidel, fue el cabeza de lista de la AfD para las elecciones federales de 2017, siendo elegido diputado del Bundestag. Durante la campaña, defendió el derecho a estar "orgulloso de la actuación de los soldados alemanes durante las dos guerras mundiales". También pidió la "expulsión en Anatolia" de Aydan Özoğuz, Secretaria de Estado para la Integración, dirigente socialdemócrata de origen turco, por sus comentarios sobre la cultura alemana.
A principios de diciembre de 2017 fue elegido copresidente de la AfD, junto a Jörg Meuthen, desempeñando dicho cargo hasta fines de noviembre de 2019.
Sus domicilios fueron registrados en enero de 2020 tras el levantamiento de su inmunidad parlamentaria por parte del Bundestag por sospechas de fraude fiscal.